# Relació de transmissió

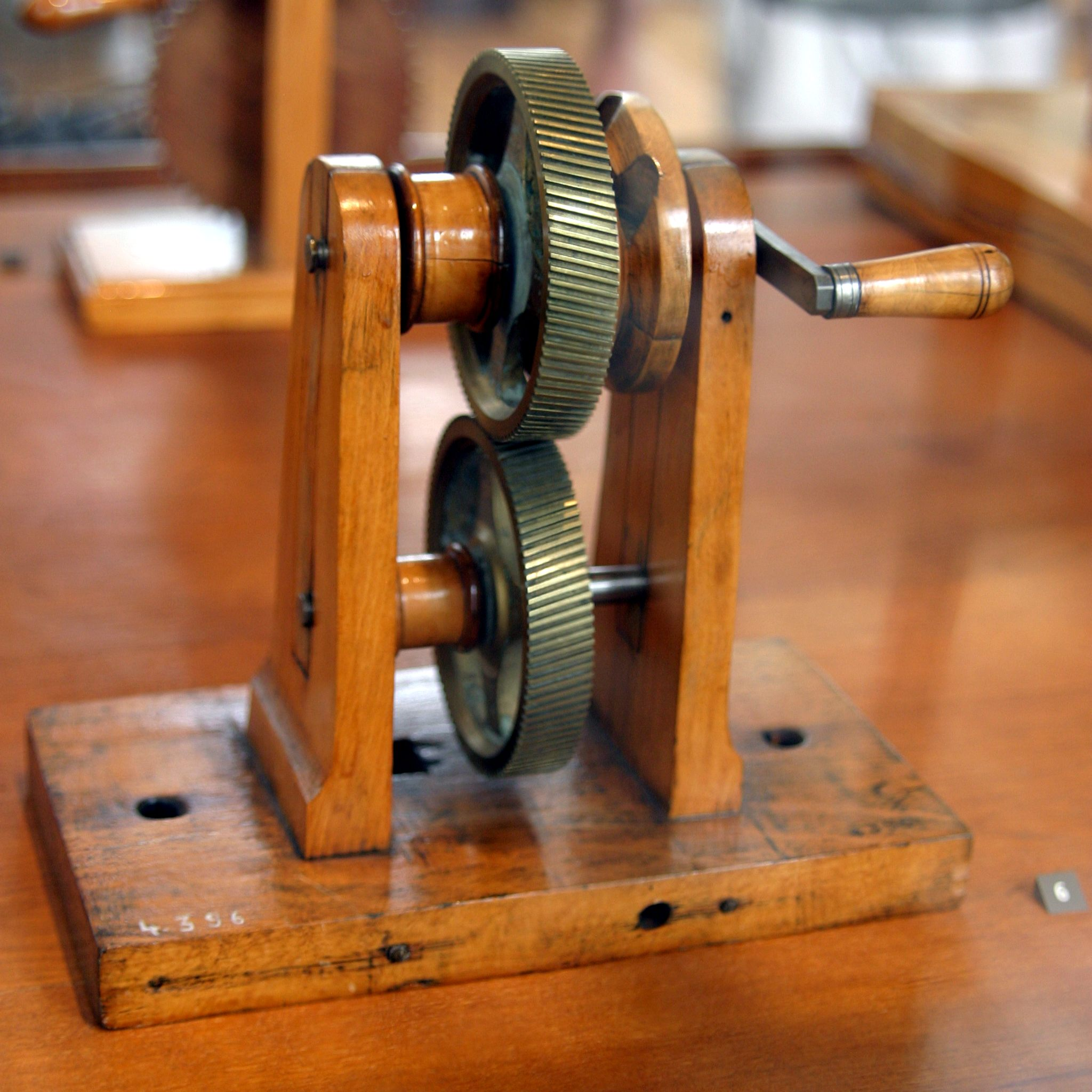
Muntatge de demostració accionat manualment per a comprovar la relació de transmissió entre dos engranatges.

La relació de transmissió és una relació entre les velocitats de rotació de dos engranatges connectats entre si. Aquesta relació es deu a la diferència de diàmetres de les dues rodes, que implica una diferència entre les velocitats de rotació de tots dos eixos, això es pot verificar mitjançant el concepte de velocitat angular.
Un altre punt que s'ha de considerar és que, en canviar la relació de transmissió, es canvia el parell de força aplicat, per la qual cosa s'ha de fer una anàlisi per saber si aquest nou parell serà capaç de vèncer la inèrcia de l'engranatge i altres forces externes i començar el moviment, o per altra banda si l'engranatge serà capaç de suportar un parell molt gran sense fallar.
Matemàticament, la relació de transmissió entre dues engranatges circulars amb un determinat nombre de dents {\displaystyle Z} es pot expressar de la següent manera:
{\displaystyle \tau ={\frac {\omega _{2}}{\omega _{1}}}={\frac {Z_{1}}{Z_{2}}}={\frac {d_{1}}{d_{2}}}}
on:
- {\displaystyle \omega _{1}} és la velocitat angular d'entrada.
- {\displaystyle \omega _{2}} és la velocitat angular de sortida transmesa.
- {\displaystyle Z_{1}} és el nombre de dents de l'engranatge d'entrada.
- {\displaystyle Z_{2}} és el nombre de dents de l'engranatge de sortida.
- {\displaystyle d_{1}} és el diàmetre de l'engranatge d'entrada.
- {\displaystyle d_{2}} és el diàmetre de l'engranatge de sortida.
- El signe menys indica que s'inverteix el sentit del gir.

Segons l'expressió anterior, la velocitat angular transmesa és inversament proporcional al nombre de dents de l'engranatge a què es transmet la velocitat. Si no hi ha dissipació de calor en la transmissió del moviment aleshores podem expressar la relació de velocitats angulars equivalent a la relació inversa de moments:
- {\displaystyle M_{1}} és el moment transmès a {\displaystyle \omega _{1}}
- {\displaystyle M_{2}} és el moment que surt del enganaje 2 a {\displaystyle \omega _{2}}.

Si un dels engranatges és helicoïdal i si es posa com a entrada en la conversió de la velocitat angular, llavors la velocitat de sortida de l'engranatge circular és {\displaystyle Z_{2}} vegades més petita que la velocitat de l'engranatge helicoïdal. A la fotografia es pot observar el cas de tal conjunt.
Existeixen trens epicicles on les relacions de transmissió s'obtenen mitjançant la fórmula de Willis i en què intervenen engranatges intercalats al tren i que tenen un moviment relatiu entre l'engranatge conductor i l'engranatge conduït. Aquests mecanismes són molt comuns en els sistemes de transmissió automàtica d'automòbils.

## Equació de la relació de transmissió

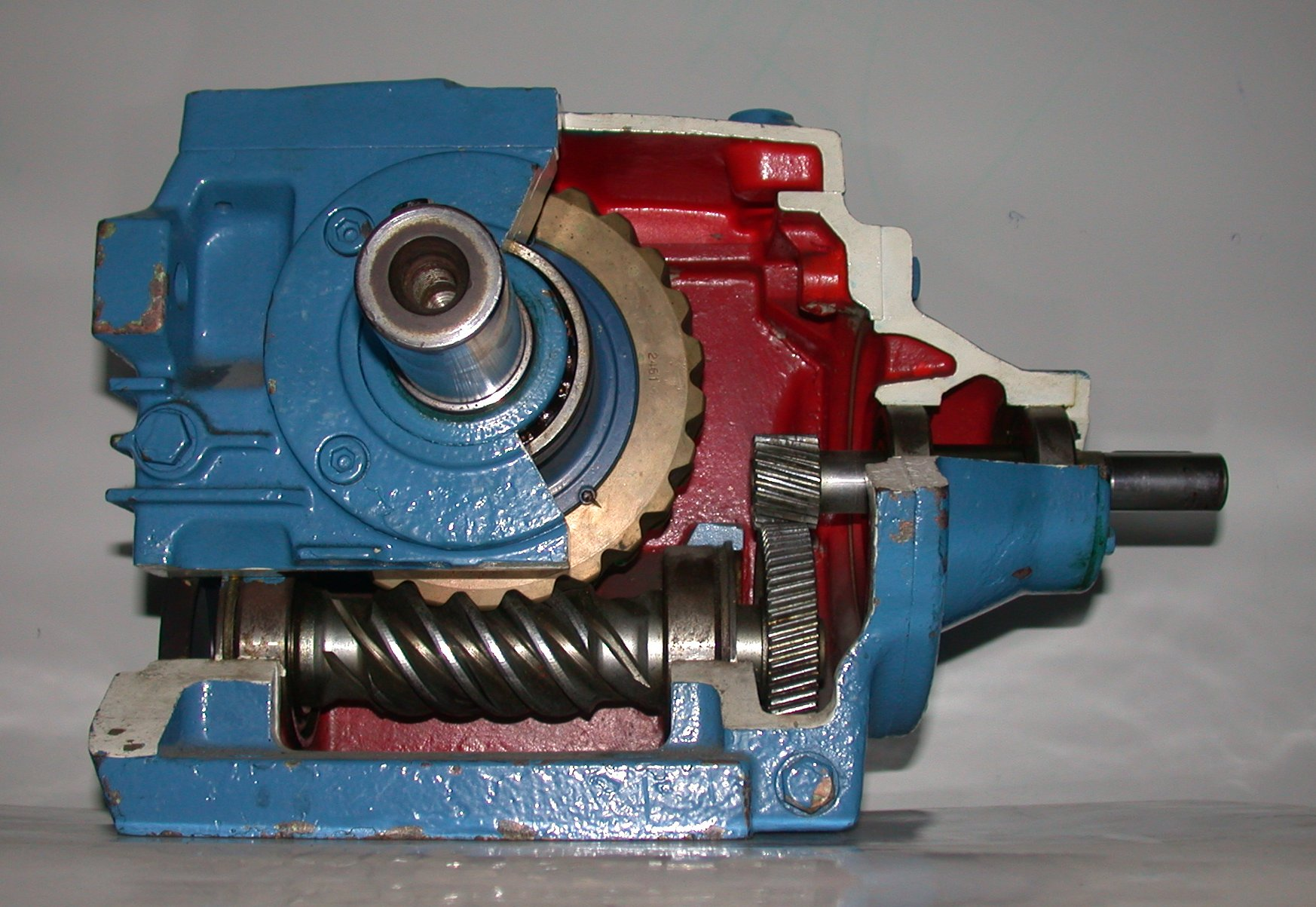
La relació de transmissió canvia d'acord amb el engranatge utilitzat, tant en grandària com en forma.

És el quocient de les velocitats de dos elements que es mouen, anomenat relació de transmissió, o simplement  r  t   es defineix com:
Atès que el moviment lineal de la transmissió es conserva, és senzill obtenir aquesta fórmula.
amb el que

### Transmissió per cadena
Per evitar el lliscament que es produeix entre la politja i la corretja, es pot optar per utilitzar rodes dentades i unir-les mitjançant una cadena.
En aquest cas es compleix:
```
= w2 / w1 = z1/z2 on:
```

w és la velocitat angular de l'eix (rad/s)
z és el nombre de dents de la roda

Aquest mecanisme es troba a la bicicleta, on la cadena uneix el plat amb z1 dents i el pinyó amb z2 dents.

### Engranatges
Els engranatges són mecanismes de transmissió de moviment circular mitjançant rodes dentades que encaixen entre si. Això és possible perquè tenen el mateix pas (distància entre dues dents veïnes).